# StudioCanal
StudioCanal SAS (раніше відомий як Le Studia Canal+, Canal Plus, Canal+ Distribution, Canal+ Production та Canal+ Image, а також широко відомий як StudioCanal International) — французька компанія, виробник і розповсюджувач фільмів, яка володіє третьою за величиною фільмотекою в світі. Компанія є підрозділом групи Canal+, що належить Vivendi.

## Передумови
Компанія була заснована в 1988 році П'єром Лескуром як виділення платної мережі Canal+ . Початкова функція полягала у фокусі на французькому та європейському виробництвах, але згодом уклала стратегічні угоди з американськими виробничими компаніями. Найвизначніші постановки StudioCanal з перших років включають Термінатор 2: Судний день, JFK, Базовий інстинкт, Кліффенгер, Під облогою, Вільний Віллі та оригінальний фільм про Зоряні ворота. У ті часи він був відомий як Le Studio Canal+ або просто Canal+.
Серед інших фільмів, які фінансувала компанія, є U-571, Буллі та Щоденник Бріджит Джонс. StudioCanal також профінансував останню третину фільму Девіда Лінча "Малхолланд Драйв". StudioCanal також фінансував французькомовні фільми, такі як "Братство вовка" (яке за останні два десятиліття стало другим за показом французькомовним фільмом у США) та "Інтимні незнайомці" (що переробляється голлівудською Paramount Pictures). Найбільшими касовими хітами StudioCanal стали "Термінатор 2: Судний день", який зібрав 519 мільйонів доларів США, "Базовий інстинкт" — 352 мільйони доларів США та "Турист"— 278 мільйонів доларів у всьому світі  .

## Кінотека
StudioCanal придбав фільмотеки у студій, які або перестали існувати, або злилися з ними протягом багатьох років; в результаті бібліотека компанії є однією з найбільших у світі, має понад 6000 назв.
StudioCanal володіє бібліотеками таких компаній:
- Carolco Pictures[6] [7], включаючи:
  - Організація Vista
  - Seven Arts (спільне підприємство з New Line Cinema)
- Paravision International, включаючи:
  - Парафранс Фільми
  - De Laurentiis Entertainment Group [8], включаючи:
    - Embassy Pictures [9]
- Lumiere Pictures and Television[10] (в даний час належить в результаті придбання материнською компанією Canal+ Group оператора кінотеатру UGC, який придбав ці компанії через Cannon Films), включаючи:
  - EMI Films [11] [12], включаючи:
    - British Lion Film[13]
    - Anglo-Amalgamated включаючи:
      - Англо-об’єднані дистриб’ютори фільмів

    - Associated British Picture Corporation, включаючи:
      - Асоційована британська корпорація
      - Associated British Productions
      - British International Pictures [14]
      - Новини Pathé
      - Welwyn Studios

  - Ealing Studios,  [15] [16] включаючи:
    - Associated Talking Pictures та асоційовані британські дистриб'ютори фільмів

  - Лондонські фільми
- Studio Ghibli (тільки Велика Британія та Ірландія )
- Miramax (більшість міжнародних домашніх відеовипусків; 2011–2020)
- Hammer Film Productions (права на розповсюдження) [17]
- Олександр Салкінд/Ліцензування фільмів Пуебло (фільми, що не мають Супермену, не належать Warner Bros.)
- Quad Cinema[18]
- Regency Enterprises (лише телевізійні права, Франція)

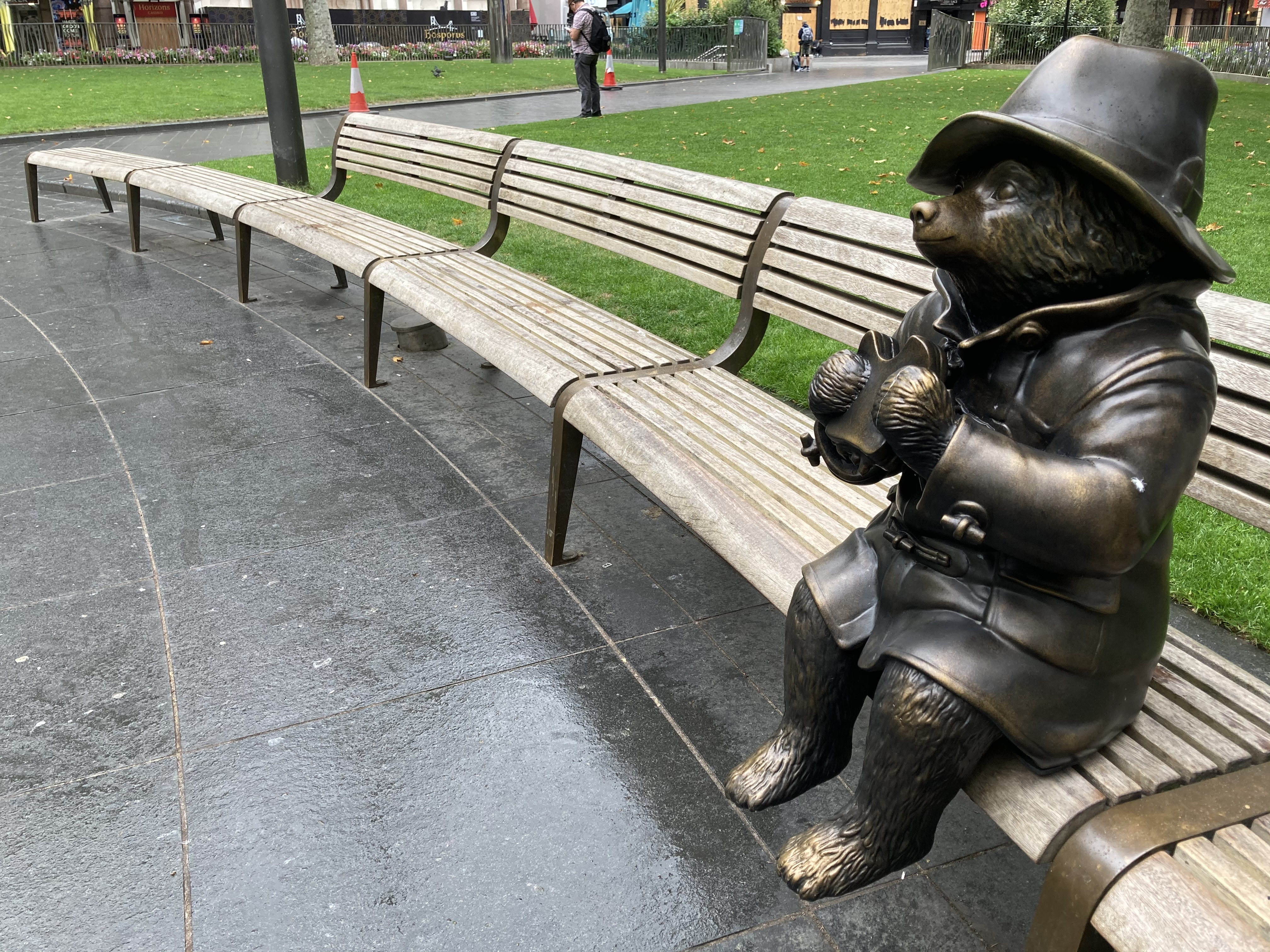
Ведмедик Падінгтон, бренд якого належить студії

- Ведмедик Падінгтон, бренд якого належить студіїSpyglass Entertainment (лише телебачення, Франція, Бенелюкс, Швеція та Польща)

### Телесеріали
В даний час StudioCanal володіє правами на понад 30 телевізійних серіалів, в основному продюсерів TANDEM Productions та Red Production Company, включаючи The Avengers, Rambo: The Force of Freedom, Paranoid, Public Eye, Crazyhead, Take Two, Wanted Dead or Alive, The Adventures of Paddington (2019) та міжнародні права на «Велику долину».

## Поширення

### Придбання
StudioCanal придбав британського дистриб’ютора Optimum Releasing в 2006 році як перше виведення на міжнародний ринок. Через два роки відбувся їх другий вихід на міжнародний ринок із придбанням StudioCanal німецького дистриб'ютора Kinowelt, який розповсюджував їхні фільми до цього моменту. Кіновельт також володів лейблом DVD Arthaus. І Optimum, і Kinowelt відтоді були перейменовані в StudioCanal. Придбання компанією StudioCanal австралійського дистриб'ютора Hoyts Distribution відбулося в 2012 році і стало третім розширенням StudioCanal.
У червні 2016 року StudioCanal придбав інтелектуальні права на бренд Paddington Bear разом із Copyrights Group, агентом з ліцензування товарів франшизи. Потім StudioCanal оголосив, що випустить ще три фільми про Паддінгтон, включаючи шоу про Nick Jr. у 2020 році.

### Розповсюджувачі
За межами Франції, Британських островів, Австралії, Нової Зеландії та Центральної Європи, StudioCanal не має офіційного підрозділу як такого, натомість покладається на інші студії розповсюдження та розповсюджувачів домашнього відео для обробки їх назв. Наприклад, у Північній Америці The Criterion Collection, Rialto Pictures, Lionsgate Home Entertainment, Image Entertainment, Metro-Goldwyn-Mayer та Universal Pictures поширюють задній каталог StudioCanal на DVD та Blu-ray Disc (крім того, Anchor Bay Entertainment раніше належала кільком їх заголовки). Компанія Sony Pictures Home Entertainment займалася розповсюдженням фільмів StudioCanal/Hoyts Distribution в Австралії та Новій Зеландії на DVD та Blu-ray з початку 2015 року.
У 1990-х — на початку 2000-х Warner Home Video раніше займався розподілом назв StudioCanal через лейбористів Canal+ Image у Великій Британії на VHS та DVD до 2006 р., коли StudioCanal відкрив власний розподільчий підрозділ у Сполучному Королівстві, із заголовками, що розповсюджувались через Optimum Releasing.
StudioCanal мав європейські права на розповсюдження домашнього відео на 550 назв з бібліотеки Miramax з 2011 по 2020 рік  коли Paramount Pictures придбала міноритарний пакет акцій Miramax.
З січня 2021 року StudioCanal розповсюджує випуски та продажі Paramount Home Entertainment у Сполученому Королівстві та в Республіці Ірландія в рамках спільного підприємства Elevation Sales з Lionsgate UK, після закінчення угоди Paramount з Universal Pictures Home Entertainment.

## Вибрані фільми виробництва StudioCanal або пов'язаних компаній
- Двері (1991)
- Термінатор 2: Судний день (1991)
- JFK (1991)
- Королі Мамбо (1992)
- Основний інстинкт (фільм) (1992)
- Універсальний солдат (1992 р.)
- В облозі (1992)
- Чаплін (1992)
- Соммерсбі (1993)
- З мене досить (фільм) (1993)
- Cliffhanger (1993)
- Звільніть Віллі (1993)
- Зоряна брама (1994)
- Звільніть Віллі 2 (1995)
- U-571 (2000)
- О, де ж ти, брате? (2000)
- Щоденник Бріджит Джонс (2001)
- Паддінгтон (2014)

## Зовнішні посилання
- Офіційний сайт
- Офіційна історія [Архівовано 4 серпня 2020 у Wayback Machine.]